# Precismo
Precismo je česká firma se sídlem na Zličíně (na adrese Sárská 133/5, 155 00 Zličín-Třebonice), vyrábějící 3D skenery. Společnost byla založena v roce 2017. 

## Historie
Startup Precismo vznikl v září 2017 poté, co podnikatelé Mikoláš Herskovič a Zdeněk Glazer prezentovali svůj nápad na unikátní technologii pro 3D skenování investičnímu fondu Koopeo Ventures. Ihned po založení společnosti začali oba zakladatelé zdokonalovat svůj systém, který umožňuje plně automaticky naskenovat jakýkoliv předmět, a následně jeho digitální kopii ve fotorealistické kvalitě ihned použít ve virtuálním světě.
Mezi potenciální uživatele 3D skenování patří filmaři, kteří tvoří virtuální filmové efekty, či fotografové, kteří mohou objekty fotit pouze s použitím počítačové technologie. Technologie 3D modelů je důležitá také v oblasti E-commerce, neboť umožňuje zákazníkům prohlédnout si zboží velmi detailně, a to i na dálku s použitím počítače či mobilního telefonu. 3D skenování proniká rovněž do oblasti videoher a aplikací, díky svému jednoduchému použití ve virtuální a rozšířené realitě.
V roce 2020 se startup Precismo prezentoval na technologickém veletrhu CES, kde se o 3D skenování zajímaly například značky Apple či Samsung.